# Rhinolophus maendeleo
Rhinolophus maendeleo (Kock, Csorba, & Howell, 2000) è un pipistrello della famiglia dei Rinolofidi endemico della Tanzania

## Descrizione

### Dimensioni
Pipistrello di piccole dimensioni, con la lunghezza totale tra 69 e 74 mm, la lunghezza dell'avambraccio tra 48,2 e 49,9 mm, la lunghezza della coda tra 23 e 25 mm, la lunghezza delle orecchie di 24 mm e un peso fino a 15,5 g.

### Aspetto
Le parti dorsali sono marroni, mentre le parti ventrali sono beige con l'addome inferiore bianco ed un collare che si estende fino al petto marrone scuro. Le orecchie sono corte e arrotondate. La foglia nasale presenta una lancetta triangolare, la sella priva di peli, larga alla base, con i margini concavi e con il processo connettivo ben sviluppato, peloso, con il profilo rotondo ed elevato. Le narici si aprono su dei cuscinetti ben sviluppati. La porzione anteriore ha un incavo definito. Il labbro inferiore è attraversato da tre solchi longitudinali. Le membrane alari sono marroni, la prima falange del quarto dito è di dimensioni normali. La coda è lunga ed inclusa completamente nell'ampio uropatagio. Il primo premolare superiore è situato lungo la linea alveolare.

## Biologia

### Comportamento
Si rifugia all'interno di grotte.

### Alimentazione
Si nutre di insetti.

## Distribuzione e habitat
Questa specie è conosciuta soltanto in tre località della Tanzania nord-orientale e centrale.
Vive nelle foreste costiere e pluviali montane fino a 1.900 metri di altitudine.

## Conservazione
La IUCN Red List, considerato che questa specie è stata scoperta recentemente e ci sono poche informazioni circa il suo areale, lo stato della popolazione e i requisiti ecologici, classifica R.maendeleo come specie con dati insufficienti (DD).